# بورصة الدار البيضاء
بورصة الدار البيضاء هي السوق المالي الوحيد في المغرب وتعد الأولى مغاربيا والثالثة عربيا من حيث القيمة السوقية التي بلغت أكثر من 90 مليار دولار . يرجع تأسيسها إلى سنة 1929 وكانت تحمل آنذاك اسم «مكتب مقاصة القيم المنقولة».
وقد عرفت منذ ذلك الوقت عدة تغييرات على هيكلتها وطريقة عملها. أهم مؤشر لنشاط السوق هو مؤشر مازي الذي يشمل كل الشركات المدرجة. عرفت البورصة خلال سنة 2006 زيادة مطردة في عدد الشركات المدرجة بإدراج 9 شركة جديدة.
بورصة الدار البيضاء هي شركة مساهمة مجهولة الاسم تتوفر على مجلس إدارة وإدارة عامة. وهي خاضعة لوصاية وزارة الاقتصاد والمالية وتزاول نشاطها بناء على دفتر للتحملات مع مراعاة قواعد يحددها النظام العام لبورصة القيم المنقولة.
بورصة الدار البيضاء تعد أحد أوجه التقدم الاقتصادي للمغرب الحديث، وقد استفادت من ثورة الانترنيت حيت أصبحت جل التعاملات انطلاقا من موقعها الإلكتروني. حيت أصبحت قاعة التعاملات فارغة ولم يعد المتعاملون في شراء الأسهم والسندات يلزم عليهم اللجوء إلى مقر البورصة.

## الرؤساء السابقون
| # | الرئيس            | فترة الإدارة | المدير العام                         | فترة الإدارة             |
| - | ----------------- | ------------ | ------------------------------------ | ------------------------ |
| 1 | أمين علامي        | 1995-1998    |                                      |                          |
| 2 | زهير بنسعيد       |              | فتحية بنيس                           |                          |
| 3 | رشيد والي علامي   |              |                                      |                          |
| 4 | رشيد تلمساني      |              |                                      |                          |
| 5 |                   |              | ادريس بنشيخ                          | 2001 - 2004              |
| 5 | سعيد احميدوش      | 13           |                                      |                          |
| 6 | أمين بنعبد السلام | (2005 - 27)  |                                      |                          |
| 7 | فتح الله برادة    | (18 - 2008)  | هند بوهيا                            |                          |
| 8 | عمر حيدر          |              | هشام العلامي (DGA du CDVM) كريم حاجي | (intérim du 12-12) (12-) |

## الشركات المدرجة
- أكريد
- مجموعة الضحى
- أكما - لحلو التازي
- ألومنيوم المغرب
- أوطو هال
- التجاري وفا بنك
- باليما
- البنك المغربي للتجارة والصناعة
- القرض العقاري والسياحي
- البنك المغربي للتجارة الخارجية
- البنك الشعبي المركزي
- برليي المغرب
- برانوما
- مصرف المغرب
- مركز الحليب
- إسمنت المغرب
- شركة كولورادو
- كارتييه سعادة
- كوسومار
- شركة النقل بالمغرب
- داري كوس باث
- دياك سلف
- ديستريسوفت المغرب
- إيكدوم
- فيني بروسيت
- فرتيما
- إفريقيا غاز
- هولسيم المغرب
- هايتك بايمنت سيستمز
- اتصالات المغرب
- إب المغرب
- إنفوليس
- لافارج للإسمنت
- شركة الكارطون
- لوسيور كريسطال
- أل ج أم س
- ليدك
- مغرب باي
- ماتل بي سي ماركت
- المغربية للحياة
- مادياكو المغرب
- المغربية للإيجار
- شركة مناجم
- مغرب أوكسيجن
- أوطو نجمة
- نيكسانس المغرب
- مجموعة أونا
- شركة مياه أولماس
- وراقة تطوان
- شركة رباب
- ريسما
- سامير
- براسري المغرب
- الشركة الشريفة للأسمدة والمواد الكيمياوية
- الشركة الوطنية للحديد صوناسيد
- الشركة المعدنية إميتر
- الشركة الوطنية للاستثمار
- سوفاك كريدي
- سوطيما
- شركة الإنجازات الميكانيكية
- شركة تسليف
- أونيمير
- تأمين الوفاء
- زليجة القابضة
- دلتا القابضة (المغرب)

## وصلات خارجية
- بورصة الدار البيضاء